# Xiriminimí
El Xiriminimí és una dansa catalana procedent de Vilarnadal (Alt Empordà), poble adherit al municipi de Masarac. El Xiriminimí es cantava i ballava en temps de veremes, abans de plegar de la feina i en estones de lleure que tenien els veremadors. Diu la tradició que el mot "xiriminimí" podria ser una referència irònica al broc de banya de les botelles de cuir, anomenat "xeremina", i que es relacionaria bé amb els moments en què es feia el ball, molt escaient per a fer córrer la bóta.

## Punts de dansa i figures
Compost: Es tracta d'un punt saltat 
1. S'avança el peu dret
2. S'avança el peu esquerre
3. S'avança el peu dret i tot recolzant-lo a terra, s'alça l'esquerre
4. Es fa un saltiró amb el peu dret i seguidament s'avança ja el P.E. per començar el punt següent, però començant amb l'altre peu i, per tant, saltironant després amb el peu esquerra.

## Posició inicial
Dues rengleres encarades de balladors (homes i dones per igual) amb els braços avall.

## Moviment i evolució
La dansa consta de tres figures (a cada figura es canta tota la cançó sencera)
FIGURA 1
Partint de la posició inicial cada ballarí s'entrecreua amb la seva parella tres vegades fent els punts de la dansa. A la quarta vegada, en el moment en què es troben (corresponent a la lletra "ni tenir" de la cançó), resten formant una sola filera.
FIGURA 2
La filera formada avança fins a dir "Roma" la primera vegada; fa 1/2 volta i avança en sentit contrari fins a dir "vi"; torna a girar i avança fins a dir "Roma" per segona vegada i durant la darrera frase ("no es podia ni tenir") es col·loquen tal com marca el gràfic 2.
FIGURA 3
En aquesta posició i sense para de fer el punt, es desplacen conservant la creu, els uns en sentit contrari als altres i canviant a cada verset de la cançó. Els extrems recorren més distància i, per tant, han de tenir molta agilitat. Es va repetint tantes vegades com es pugui. Sovint es forma un aiguabarreig de balladors que marca el final de la dansa.

## Partitura i lletra
Xiriminimí se'n va anar a Roma,

Xiriminimí per beure vi,

i, quan va tornar de Roma,

no es podia ni tenir.

## Àudio
- Media:musica_xiriminimi.mid

## Anàlisi
- Autors de la música: TRADICIONAL CATALANA
- Edats: cicle superior de primària
- Mètrica: binari simple
- Compàs: 2/4 (u/t negra, u/c blanca)
- Veus: 1 (Àmbit:do3 a do4, Tònica: Do, Mode: M)
- Estructura: A A' B B'
- Compassos:8
- Inici anacrúsic i final masculí